# Deportivo Roca
Club Social y Deportivo General Roca, zwany na ogół Deportivo Roca, jest klubem sportowym z miasta General Roca leżącym w prowincji Río Negro.

## Osiągnięcia
- Udział w pierwszej lidze Nacional: 1978, 1982

## Historia
Klub założony został 1 września 1974 roku i gra obecnie w czwartej lidze argentyńskiej (Torneo Argentino B).